# 無耳芳一

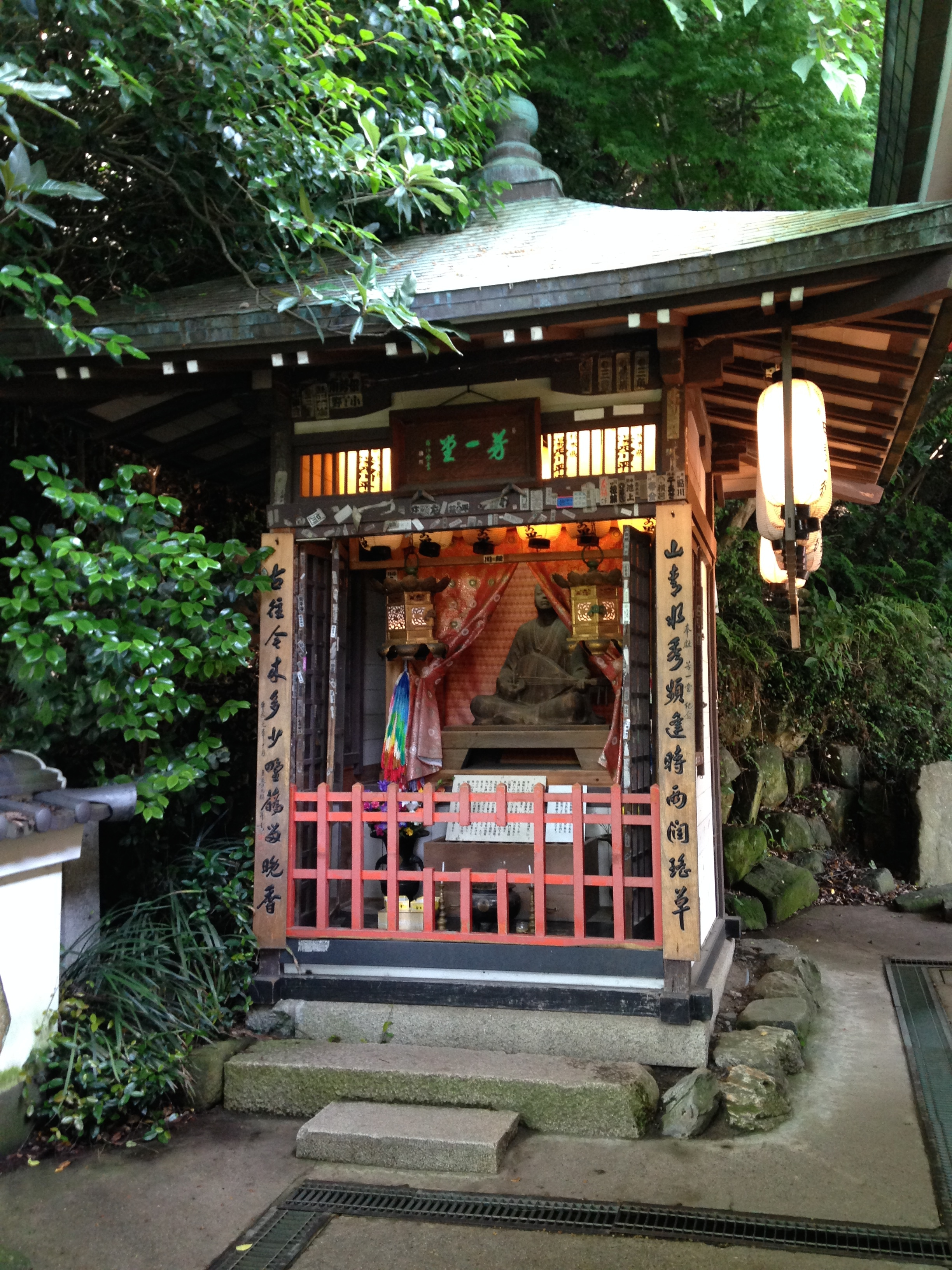
赤間神宮內 芳一堂。堂之左側有平家一門之墓

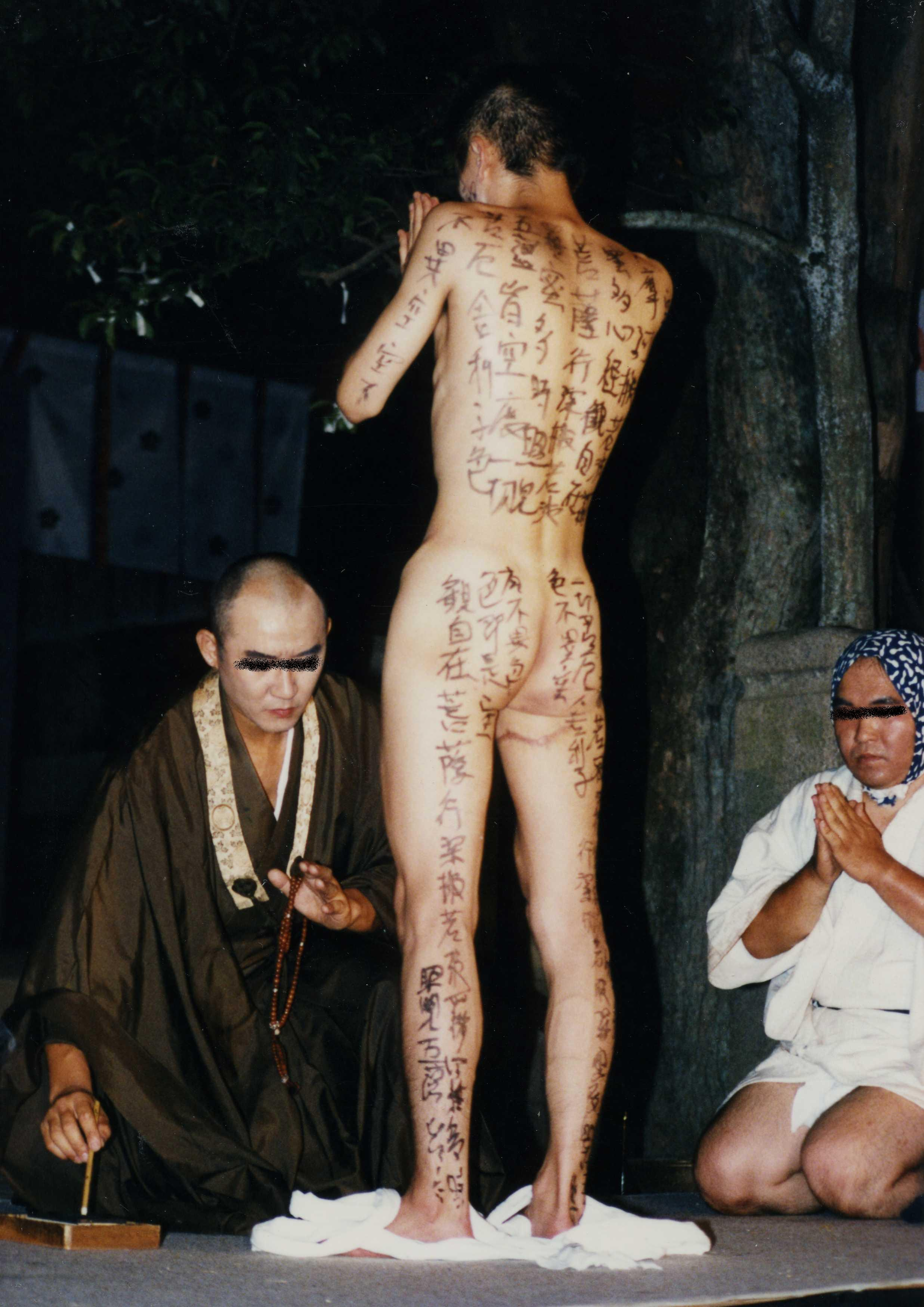
『無耳芳一』演劇（神戸須磨寺）

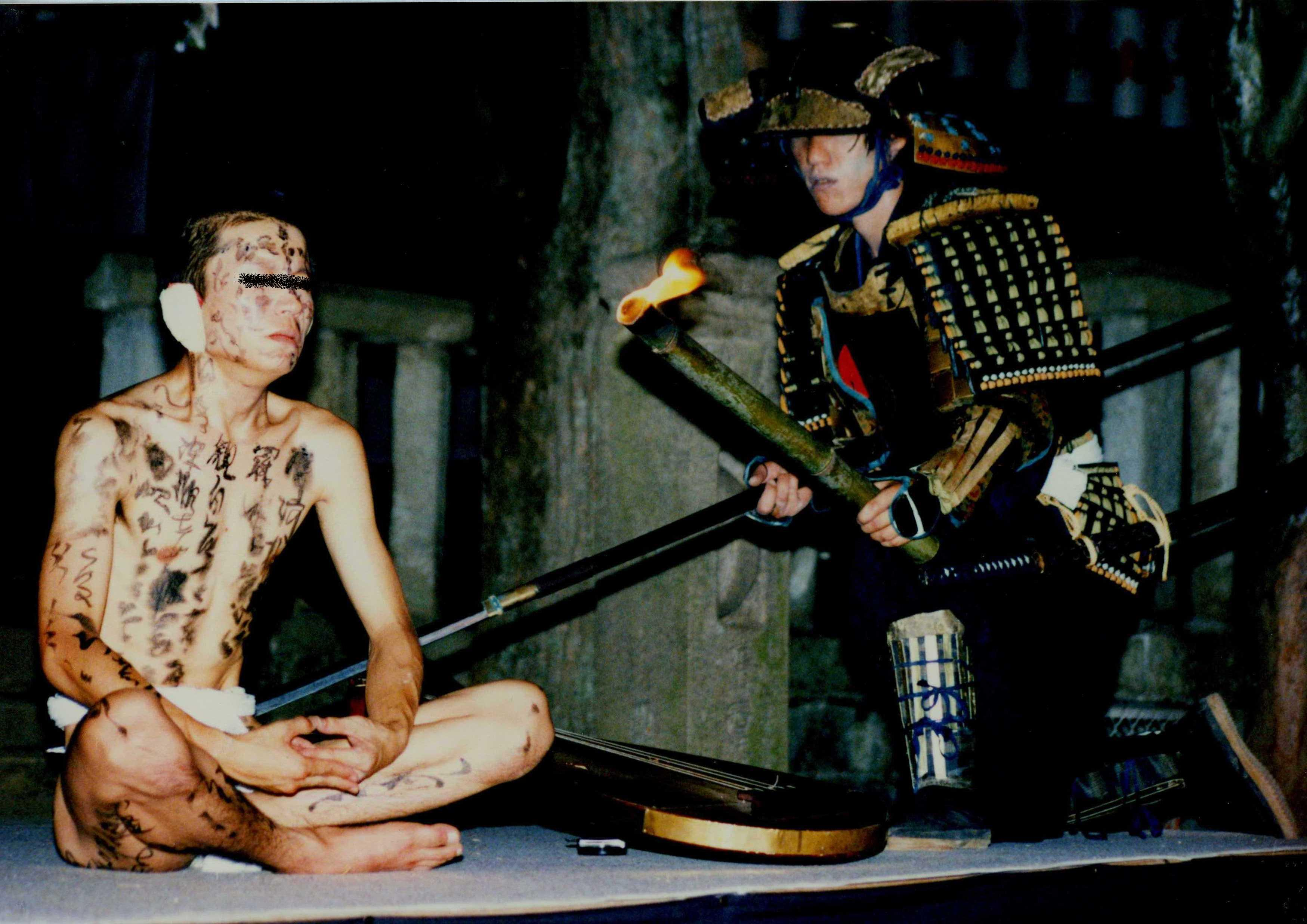
『無耳芳一』的高潮部分（神戸須磨寺）

無耳芳一（日语：／ miminashi houichi）是以祭祀安德天皇、平家一門的阿彌陀寺（現在的赤間神宮、山口縣下關市）為舞台的物語、怪談。因小泉八雲的小說『怪談』而廣為周知。

## 物語
芳一是住在阿彌陀寺的盲眼的琵琶法師。特別是彈奏平家物語壇之浦之段，被稱為「鬼神也流涙」的名手。
某夜，和尚外出之時，芳一受到一個武士的邀請，去為一位「高貴的人」的屋敷彈奏琵琶。芳一的演奏受到極大的反響，因此武士邀請芳一前來演奏七晩。
和尚對盲眼的芳一每夜外出感到可疑，便讓寺院的雜役尾隨芳一。雜役發現芳一一個人在平家一門的墓地中，在安德天皇的墓前演奏，身邊包圍無數的鬼火。和尚將實情告知芳一，為了避免芳一發生危險，就和小僧合作，在芳一全身寫下般若心經，並且囑咐芳一在武士來邀請的時候不要應答。
當夜，武士（平家的怨靈）來到寺裡，卻看不到芳一，也無人應答，只看到一對耳朵，就把耳朵取走回去交差。事後和尚才發現寫經之際，忘了在芳一的耳朵也寫上經文，所以武士（怨靈）只看到一對耳朵，日後人們就以「無耳芳一」稱之。芳一也因此聲名大噪，過著衣食無虞的生活。

## 作品
- 小說『怪談』（Kwaidan、小泉八雲）「耳なし芳一」
- 電影「怪談」（1964年東宝映画、小林正樹監督）中的「耳無し芳一」：芳一役是中村賀津雄。
- 動畫「まんが日本昔ばなし」（MBS毎日放送制作）之一話、「耳なし芳一」
- 動畫「銀魂」中，曾有一隻無耳的貓，名叫芳一。
- 游戏「东方辉针城」中，游戏角色九十九弁弁的一张符卡即名为“怨灵 「无耳芳一」”（怨霊「耳無し芳一」）。
- 動畫「哆啦A夢」中之一集「炎炎夏日的徽章」提及此故事。

## 外部連結
- 『耳無芳一の話』戸川 明三訳：新字新仮名 （页面存档备份，存于）（青空文庫）
- 無耳芳一中譯版
- オーディオブックPIXELA SOUND BOOK
- 劇団みんわ座「耳なし芳一」[永久]